# Giersbergen (gehucht)
Giersbergen is een gehucht ten zuiden van Drunen in de gemeente Heusden in de Nederlandse provincie Noord-Brabant. Het heeft 28 inwoners en ligt aan de noordzijde van het Nationaal Park De Loonse en Drunense Duinen.

## Geschiedenis
Giersbergen ontstaat in het midden van de dertiende eeuw. In een afschrift van een oorkonde, te vinden in de Koninklijke Bibliotheek te Brussel, treft de lezer aan het eind als datering het jaar 1244 aan: Datum anno Domini millesimo ducentesimo quadragesimo quarto. De oorkonde beschrijft hoe Hendrik van Herentals, schout van 's-Hertogenbosch, op bevel van Hendrik II, hertog van Brabant, 150 bunder grond overdraagt aan de abdij Ter Kameren tegen betaling van een jaarlijkse cijns. De abdij krijgt eveneens het recht te genieten van de gemene gronden van het allodium Drunen (ville de Unen allodium tam in humido quam in sicco communibus possunt uti pascuis et gaudere).
De abdij vestigt op dit landgoed de uithof Giersbergen.
De abdij Ter Kameren is een Cisterciënzerinnenabdij. Deze monialen leven volgens strenge regels binnen de adbijmuren. Het werk op de uithoven wordt verricht door monniken en lekenbroeders.
De kern van de uithof wordt al snel na de stichting gevormd door twee hoeven, de Poirthoeve en de Maijhoeve. De Maijhoeve is volledig bestemd voor de exploitatie van de landgoederen van de uithof. De Poirthoeve dient daarnaast nog een tweede doel, het bieden van onderdak en gastvrijheid aan leden van de orde, onderweg van en naar de abdij Ter Kameren of het Generaal Kapittel te Cîteaux, en andere aanzienlijke personen. De Poirthoeve ligt dan ook aan de westelijke rand van de binnenste omwalling van de uithof, waarlangs de Heusdense baan komend van Heusden (Holland) via Oisterwijk verder naar Brussel (Brabant) voert.
Jan II, volgens de oorkonde hertog van Lotharingen, Brabant en Limburg, breidt op 14 december 1299 het domein verder uit door tegen een jaarlijkse cijns drie hoeven land in Udenhout aan de abdij te geven: tres hovas terre sitas in nostro nemore de Uudenhout.
Ook door aankopen wordt het gebied verder uitgebreid.
De Maijhoeve wordt aan het einde van de zestiende eeuw op de bestaande plaats opnieuw opgebouwd of op zijn minst grondig gerenoveerd. In oktober 2007 door BAAC uitgevoerd dendrochronologisch onderzoek op monsters uit het eerste gebint toont aan dat de gebruikte boomstammen in de winter van 1597/1598 zijn gekapt, zodat mag worden aangenomen dat met de bouw in 1598 begonnen wordt.
In een oorkonde van 17 juli 1613 is sprake van een omvang van de uithof van om en nabij vierhonderd bunder: goeden gheleghen bij de steden van ts'Hertogen Bosche ende Heusden, consisterende zoe in twee hoeven gheheeten Gheersberghen, winnende landen, boghaerden, als boschen, weyden, schaerboschen, duynen ende heyden comende t'samen tot vierhondert bunderen ofte daer omtrent.
Op maandag 18 juni 1934 wordt Giersbergen getroffen door een grote brand die in een van de boerderijen begint. Twee boerderijen met schuren branden af. Vee, pluimvee en huisdieren komen in de vlammen om. De materiële schade is groot. De door de vrij sterke wind wegwaaiende vonken zetten het omliggende heidegebied in lichterlaaie. Een oppervlakte van 25 hectare, veelal dennen- en eikenbossen, valt ten prooi aan de vlammen.
In 1951 krijgt Giersbergen een dorpspomp. Deze voorziet het gehucht van bluswater en zijn inwoners van was- en drinkwater. Vijf jaar later wordt Giersbergen aangesloten op het elektriciteitsnet. Handige inwoners weten hiermee boerderijen al vanaf de dorpspomp te voorzien van stromend water. In 1965 volgt de aansluiting op het waterleidingnet.
De Poirthoeve (of Poorthoeve, zoals ze later is gaan heten) wordt aan het begin van de 21ste eeuw gesloopt, omdat ze moet wijken voor de nieuwbouw van een landhuis.

## Bezienswaardigheden
Het plaatsje Giersbergen bestaat uit een aantal oude, rietgedekte langgevelboerderijen.

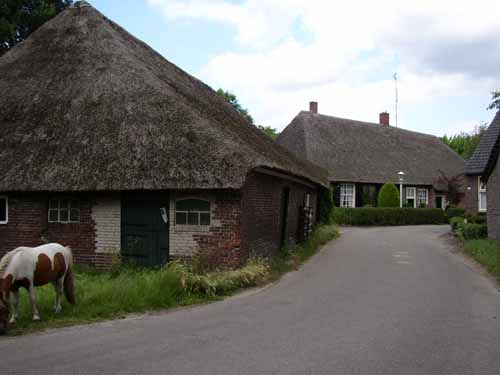
Giersbergen

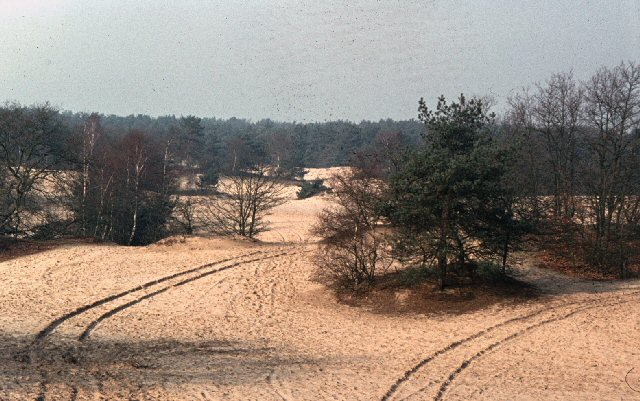
Nationaal park de Loonse en Drunense duinen

## De Pomp
In het centrum van Giersbergen is een pomp te vinden welke volgens verhalen uit het verleden genezende krachten zou hebben. Het water uit deze pomp zou, bij consumptie, een positief effect hebben op de gezondheid van de mens.

## Toerisme
Na de terugslagen in de landbouw en veeteelt is de recreatie een voorname bron van inkomsten geworden omdat Giersbergen direct tegen de Loonse en Drunense Duinen ligt. Er zijn enkele boerderijcampings gevestigd. In Giersbergen bevindt zich ook een herberg, genaamd "De Drie Linden".
Vanuit Giersbergen leiden diverse fietspaden door de Loonse en Drunense Duinen.

## Externe bronnen
- Oorkonden van de Abdij Ter Kameren betreffende haar uithof Giersbergen, Alexandre Notebaert, Fontes Minores Medii Aevi, deel XVI, Wolters-Noordhoff NV Groningen, 1968
- Giersbergen door de eeuwen heen, F. van Kempen-van der Meijden, C. van der Meijden en J. van de Wiel, Drukkerij Sikkers.
- Een karakteristiek stukje Brabant, C. van der Meijden, 2000

Dorpen: Doeveren · Drunen · Elshout · Haarsteeg · Hedikhuizen · Heesbeen · Herpt · Heusden · Nieuwkuijk · Oudheusden · Vlijmen

Buurtschappen en gehuchten: De Hoeven · Fellenoord · Giersbergen · Kuiksche Heide · Luttelherpt · Voordijk · Wolfshoek

Noord-Brabant: Steden en dorpen      Nederland: Provincies · Gemeenten